# Railgun

Schema van een railgun. De rails en het projectiel zijn aangegeven, evenals de richting van de elektrische stroom I (rood), het magnetische veld B (blauw) en de haakse lorentzkracht F (groen) die het projectiel voortstuwt.

Een railgun is een elektrisch geweer dat een elektrisch geleidend projectiel tussen metalen rails wegschiet.

## Methode

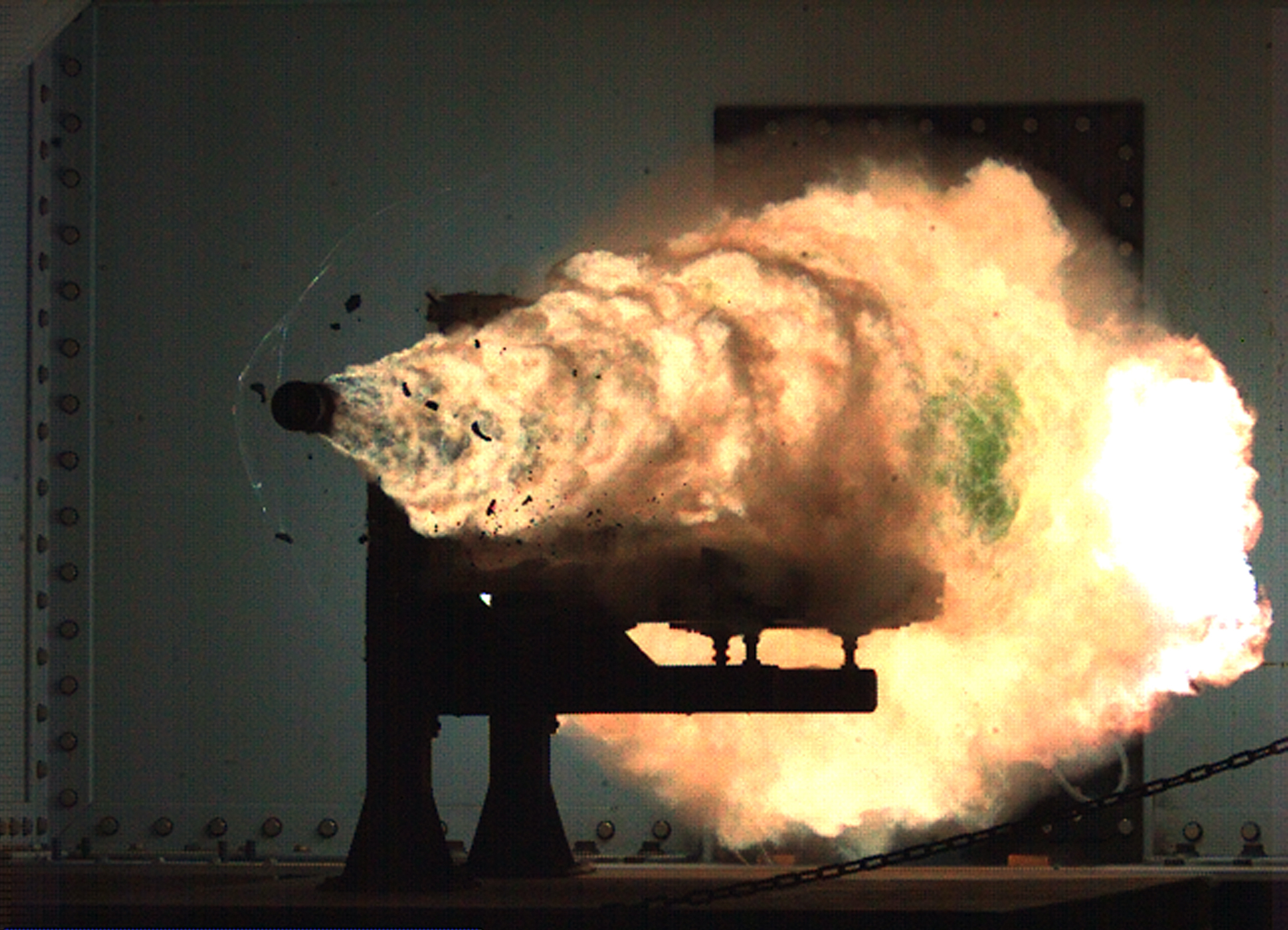
Naval Surface Warfare Center testschot in januari 2008, met een staartpluim van plasma achter het projectiel.

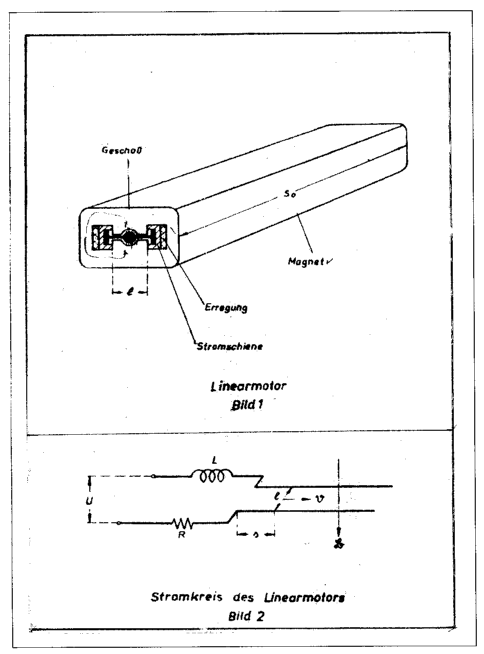
Duits ontwerp voor een railgun

Railguns gebruiken twee sleepcontacten die een sterke elektrische stroom door het projectiel laten lopen. Dit ondergaat een lorentzkracht door het sterke magnetische veld ten gevolge van de stroom door de rails en wordt zo versneld. De Amerikaanse marine heeft een railgun getest die een kogel van 3,5 kg versnelt tot Mach 7..
Railguns moeten niet verward worden met het verwante spoelgeweer (coilguns/Gauss guns), die zonder contacten werken en een magnetisch veld gebruiken dat wordt aangelegd met uitwendige spoelen langs de loop om een magnetisch projectiel voort te stuwen.
In tegenstelling tot kogels die gebruik maken van buskruit om af te vuren, die gelimiteerd zijn door de snelheid waaraan het gas dat de kogel doorreist kan uitzetten, is een railgun alleen beperkt door de hoeveelheid energie die je in een keer in het systeem kan dumpen. Hierdoor zijn er testschoten afgevuurd met railguns die twee tot drie keer de maximumsnelheid bereikten die een gewone kogel kan halen.

## Berekening
De elektrische stroom door de rails veroorzaakt een magneetveld, dat samen met de elektrische stroom door het projectiel een lorentzkracht opwekt die het projectiel voortstuwt. Omdat de elektrische stroom tweemaal gebruikt wordt, verwachten we dat die kracht evenredig is met het kwadraat van de stroomsterkte.
De grootte van deze krachtvector kan in een ideaal geval berekend worden met
1. de formule voor het magnetisch veld veroorzaakt door een gelijkstroom (de wet van Biot-Savart, de rechterhandregel voor een stroomdraad) en
2. de lorentzkracht op een stroomdraad of geleider in een magneetveld.

We hebben de volgende constante en variabelen nodig:
- de magnetische permeabiliteit {\displaystyle \mu _{0}} van lucht of vacuüm,
- de straal van de rails (hier met ronde dwarsdoorsnede genomen) {\displaystyle r},
- de tussenafstand van de middens van de rails {\displaystyle d}, tevens de breedte van het projectiel, en
- de elektrische stroomsterkte in ampère door het geheel {\displaystyle I}

In de berekening wordt de situatie vereenvoudigd: de rails hebben een begin maar zijn oneindig lang (half-oneindige draden). Volgens de wet van Biot-Savart wekt een half-oneindige stroomdragende draad (hier rail) op een afstand {\displaystyle s} een magnetisch veld {\displaystyle B} op die gegeven is door:
{\displaystyle \mathbf {B} (s)={\frac {\mu _{0}I}{4\pi s}}{\hat {\phi }}}
waarin
{\displaystyle {\hat {\phi }}} de richting van het magneetveld rond de stroomdraad (rail) aangeeft.
Daarom is de sterkte van het magneetveld {\displaystyle B} in het gebied tussen twee half-oneindige draden (rails) met een tussenafstand {\displaystyle d} de som van de losse magneetvelden van de enkele draden (rails):
{\displaystyle B(s)={\frac {\mu _{0}I}{4\pi }}\left({\frac {1}{s}}+{\frac {1}{d-s}}\right)}
Om het gemiddelde magnetische veldsterkte in de ruimte tussen de twee draden (rails) te berekenen, nemen we aan dat {\displaystyle r} klein is vergeleken met {\displaystyle d}. We tellen alle bijdragen tot het magneetveld op en berekenen het dus met een integraal:
{\displaystyle B_{\text{avg}}={\frac {1}{d}}\int _{r}^{d-r}B(s){\text{d}}s={\frac {\mu _{0}I}{4\pi d}}\int _{r}^{d-r}\left({\frac {1}{s}}+{\frac {1}{d-s}}\right){\text{d}}s={\frac {\mu _{0}I}{2\pi d}}\ln {\frac {d-r}{r}}}
Vanwege de formule voor de lorentzkracht wordt de kracht op de stroomdragende draad (rail) gegeven door {\displaystyle IdB}. Omdat de breedte van het projectiel {\displaystyle d} is, volgt voor de kracht {\displaystyle F}
{\displaystyle F_{LOR}=IdB_{\text{avg}}={\frac {\mu _{0}I^{2}}{2\pi }}\ln {\frac {d-r}{r}}}
De formule gaat uit van de veronderstelling dat de afstand {\displaystyle l} tussen het punt waar de kracht {\displaystyle F} gemeten wordt en het begin van de rails 3 of 4 maal groter is dan de tussenafstand tussen de rails {\displaystyle d}. Om de kracht nauwkeurig te berekenen, moet de vorm en ligging van de rails en projectiel erbij betrokken worden.

## Verwijzingen
1. ↑  Technology Review

## Verder lezen
- Biezeveld, H. en Mathot, L.: Scoop Natuurkunde voor de bovenbouw 5/6 vwo, Wolters-Noordhoff Groningen, 1997 vijfde druk

### Theorie
- (en)  Theorie van de railgun door Matthew E. Massey
- (en)  howstuffworks.com - Uitleg met animaties
- (en)  iop.org - Theoretische limiet voor de uittreesnelheid
- (en)  Jengel and Fatro's Rail Gun Page

### Pogingen van amateurs
- PowerLabs Rail Gun research
- Railgun theory, design, construction, and testing
- Railgun Blog by Jason Rollette
- Miniature Experimental Railgun
- Tim Ventura's 90's-era Railgun Designs
- American Antigravity's Mass-Driver Demo + Video
- +EML Laboratory－ Japanese Experiment＋Video[dode link]

### Universitair onderwijs en onderzoek
- The University of Texas at Austin Rail Gun
- Auburn University Rail Gun

### Militaire toepassing
- Electromagnetic Railgun: An Innovative Naval Program

### Pers en media
- What next? The Electromagnetic Gun? But perhaps we have had our last world war, Popular Science Monthly, February 1919, p18-19, Scanned by Google Books: http://books.google.com/books?id=7igDAAAAMBAJ&pg=PA18
- USN sets five-year target to develop electromagnetic gun Jane's Defence Weekly, 20 juli 2006
- US Navy Invents Railgun Wired News blog article, Thurs January 18 2007
- Electromagnetic Railgun Popular Science Article
- Video of Navy railgun test firing, Navy Electromagnetic Launch Facility, Test Shot #1, 2 oktober 2006. Source: Fredericksburg.com, accessed 30 januari 2007
- World’s Most Powerful Rail Gun Delivered to Navy, 14 november 2007

### Afbeeldingen
- Plaatjes van Google images